# خط طول 32° شرق
خط طول 32° شرق هو أحد خطوط الطول الجغرافية، والتي تمتد من القطب الشمالي الجغرافي إلى القطب الجنوبي الجغرافي، وحسب التحويل الزمني يتقدم خط طول 32° شرق عن خط غرينتش بساعتين و8 دقائق.

## من القطب إلى القطب
ينطلق خط طول 32° شرق من القطب الشمالي نحو القطب الجنوبي مروراً بالمناطق التي ترد في الجدول التالي:
| الإحداثيات                         | البلد أو الإقليم أو البحر | ملاحظات |
| ---------------------------------- | ------------------------- | --- |
| 90°0′N 32°0′E / 90.000°N 32.000°E  | المحيط المتجمد الشمالي    | |
| 80°14′N 32°0′E / 80.233°N 32.000°E | النرويج                   | Island of Kvitøya، سفالبارد                                                                                                   |
| 80°4′N 32°0′E / 80.067°N 32.000°E  | بحر بارنتس                | |
| 69°56′N 32°0′E / 69.933°N 32.000°E | روسيا                     | أوبلاست مورمانسكجمهورية كاريليا Passing through بحيرة لادوغا لينينغراد أوبلاست أوبلاست نوفغورود تفير أوبلاست أوبلاست سمولينسك |
| 53°48′N 32°0′E / 53.800°N 32.000°E | بيلاروس                   | |
| 53°5′N 32°0′E / 53.083°N 32.000°E  | روسيا                     | أوبلاست بريانسك |
| 52°1′N 32°0′E / 52.017°N 32.000°E  | أوكرانيا                  | |
| 46°11′N 32°0′E / 46.183°N 32.000°E | البحر الأسود              | |
| 41°33′N 32°0′E / 41.550°N 32.000°E | تركيا                     | For 558 km. |
| 36°22′N 32°0′E / 36.367°N 32.000°E | البحر الأبيض المتوسط      | |
| 31°25′N 32°0′E / 31.417°N 32.000°E | مصر                       | |
| 22°0′N 32°0′E / 22.000°N 32.000°E  | السودان                   | |
| 10°39′N 32°0′E / 10.650°N 32.000°E | جنوب السودان              | |
| 3°35′N 32°0′E / 3.583°N 32.000°E   | أوغندا                    | |
| 0°5′S 32°0′E / 0.083°S 32.000°E    | بحيرة فيكتوريا            | |
| 0°15′S 32°0′E / 0.250°S 32.000°E   | أوغندا                    | |
| 0°18′S 32°0′E / 0.300°S 32.000°E   | بحيرة فيكتوريا            | |
| 2°15′S 32°0′E / 2.250°S 32.000°E   | تنزانيا                   | |
| 9°4′S 32°0′E / 9.067°S 32.000°E    | زامبيا                    | |
| 14°24′S 32°0′E / 14.400°S 32.000°E | موزمبيق                   | |
| 16°26′S 32°0′E / 16.433°S 32.000°E | زيمبابوي                  | |
| 21°44′S 32°0′E / 21.733°S 32.000°E | موزمبيق                   | |
| 24°22′S 32°0′E / 24.367°S 32.000°E | جنوب إفريقيا              | مبومالانجا |
| 25°25′S 32°0′E / 25.417°S 32.000°E | موزمبيق                   | For about 11 km |
| 25°31′S 32°0′E / 25.517°S 32.000°E | جنوب إفريقيا              | Mpumalanga - for about 16 km                                                                                                  |
| 25°40′S 32°0′E / 25.667°S 32.000°E | موزمبيق                   | |
| 25°59′S 32°0′E / 25.983°S 32.000°E | إسواتيني                  | |
| 26°54′S 32°0′E / 26.900°S 32.000°E | جنوب إفريقيا              | كوازولو ناتال |
| 28°53′S 32°0′E / 28.883°S 32.000°E | المحيط الهندي             | |
| 60°0′S 32°0′E / 60.000°S 32.000°E  | المحيط الجنوبي            | |
| 69°4′S 32°0′E / 69.067°S 32.000°E  | القارة القطبية الجنوبية   | أرض الملكة مود، المطالب الإقليمية بالقارة القطبية الجنوبية by النرويج                                                         |